# Karl Werdes
Karl Werdes, auch: Carl (* 21. Juni 1872 in Leinschede; † 24. März 1953 in Plettenberg) war ein deutscher Landwirt und Politiker (CNBL).

## Leben
Werdes wurde als ältester Sohn eines Landwirtes geboren. Nach dem Besuch der Volksschule in Pasel arbeitete er in der Landwirtschaft, übernahm den elterlichen „Plaßmannshof“ in Leinschede bei Plettenberg und widmete sich in erster Linie der Pferdezucht. Er war Vorsitzender der Hengsthaltungsgenossenschaft Plettenberg, Vorsitzender der Eigenhengsthalter im Sauerland und Vorsitzender des Landwirtschaftlichen Kreisvereins Altena. Von 1933 bis in die 1940er Jahre fungierte er als Präsident des Verbandes ländlicher Genossenschaften in Münster. Darüber hinaus war er seit der Gründung 1925 bis zu seinem Tode Vorsitzender des Spar- und Darlehenskassenvereins Plettenberg.
Im Mai 1928 wurde Werdes für die Christlich-Nationale Bauern- und Landvolkpartei (CNBL) als Abgeordneter in den Preußischen Landtag gewählt, dem er bis 1932 als Mitglied der Deutschen Fraktion angehörte. Im Parlament vertrat er den Wahlkreis 17 (Westfalen-Nord). Bei der Reichstagswahl 1932 kandidierte er auf der Liste der Deutschnationalen Volkspartei (DNVP) für den Reichstag, errang aber kein Mandat.